# 新潟県立新津高等学校
新潟県立新津高等学校（にいがたけんりつ にいつこうとうがっこう）は、新潟県新潟市秋葉区秋葉一丁目に所在する県立高等学校。旧制新津高女を前身とする。

## 校歌
- 『新潟県立新津高等学校校歌』（作詞：吉野秀雄・作曲：信時潔）[1]

## 部活動
- 運動部
  - 弓道部、剣道部、サッカー部、卓球部、ダンス部、硬式テニス部、バスケットボール部、バドミントン部、バレーボール部、硬式野球部、陸上部、少林寺拳法部
- 文化部
  - 囲碁将棋部、映画部、茶道部、JRC部、食物部、書道部、吹奏楽部、理科部、箏曲部、美術部、マンガ部
- 同好会
  - 英語同好会、水泳同好会

## 著名な卒業生
- 矢田俊文 (九州大学名誉教授、北九州大学元学長)
- 田辺正幸（五泉市長）
- 近野宏明（日本テレビ記者）
- 内山知子（新潟テレビ21アナウンサー・地上デジタル放送推進大使）
- 増山由美子（新潟放送アナウンサー）
- 森裕子（参議院議員）
- 栗原博久（元衆議院議員）
- 五十田博（京都大学教授）
- 笠原祥太郎（横浜DeNAベイスターズ投手）
- 斎藤富雄（新津市（現・新潟市）長）

## 交通
- JR新津駅より南東へ徒歩約20分